# Yurika
Yurika (jap. ゆりか, ユリカ) – żeńskie imię japońskie.

## Znane osoby
- Yurika Harada (合果), japońska modelka i piosenkarka
- Yurika Hino (由利加), japońska seiyū
- Yurika Hirayama (友梨香), japońska skoczkini narciarska
- Yurika Nakamura (友梨香), japońska biegaczka długodystansowa
- Yurika Ochiai (優里奈), japońska seiyū
- Yurika Sema (友里加), japońska tenisistka

## Fikcyjne postacie
- Yurika Hanayamada (ゆりか), bohaterka mangi i anime Chokotto Sister
- Yurika Kirishima (ゆりか), bohaterka gry Rival Schools
- Yurika Kochikaze (揺花), bohaterka light novel, mangi i anime Akikan!
- Yurika Misumaru, bohaterka mangi i anime Martian Successor Nadesico
- Yurika Tōdō (ユリカ), bohaterka anime Aikatsu!